# Statiekerk
Een statiekerk is een kerk in Rome waar de paus op statiedagen de plechtige mis opdraagt.  Eerder zijn dan de paus, de priesters en de bevolking in processie naar deze kerk gegaan. Vanuit de eucharistie werd dan de H. Communie gebracht naar de andere kerken. Er zijn 43 heiligdommen van Rome als statiekerk bekend. De definitieve lijst met kerken is ingesteld door paus Gregorius de Grote. 